# Пьештяни (аэропорт)
Аэропорт Пьештяни (словац. Letisko Piešťany, PZY), небольшой аэропорт в западной Словакии, севернее города Пьештяни.

## Характеристика
Существует только одна регулярная авиалиния — Пьештяни—Берлин, остальные линии нерегулярны и служат только в туристический сезон для доставки отдыхающих в местные санатории и дома отдыха.